# Torrigiani

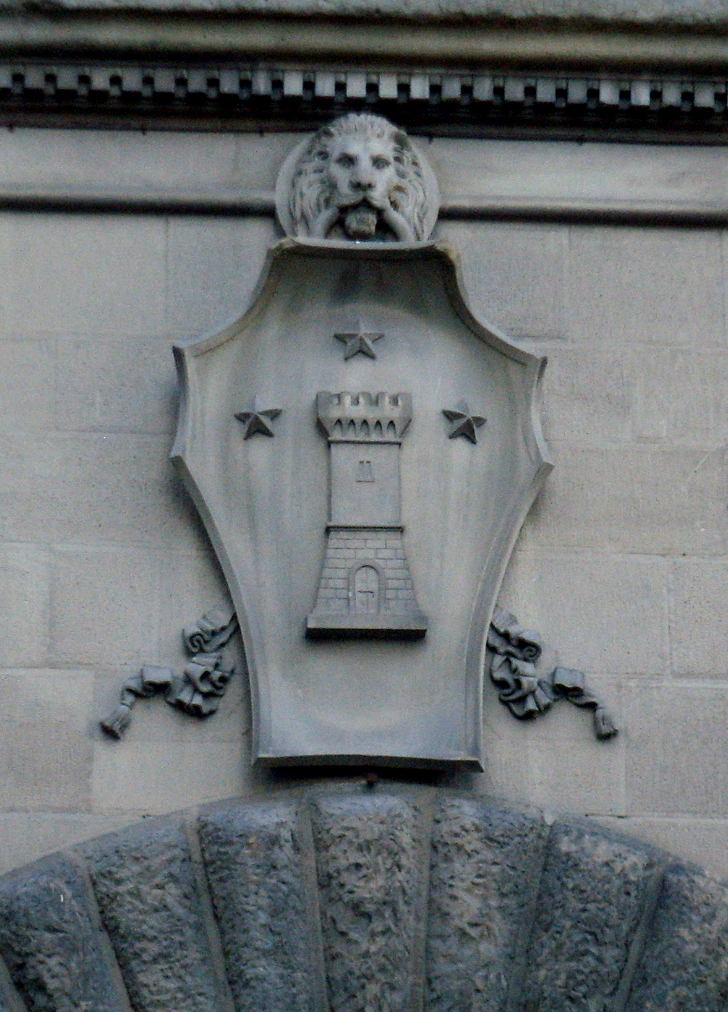
Lo stemma Torrigiani: torre d'argento (allude al cognome familiare) in campo azzurro, circondata da tre stelle d'oro (alludono alla parte guelfa)

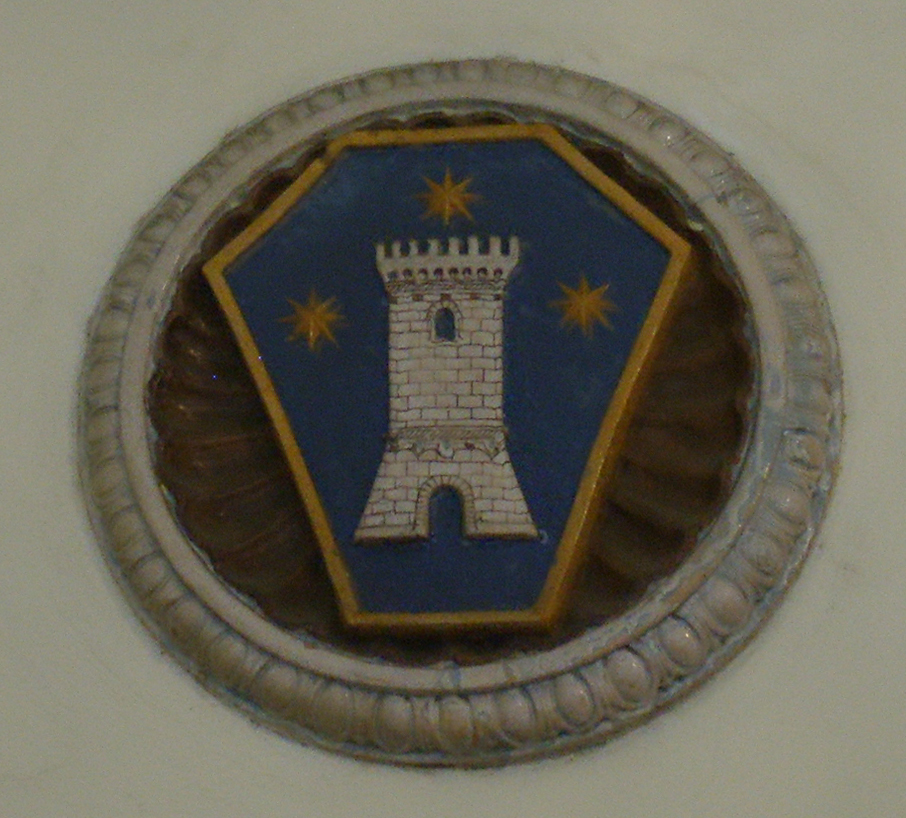
Stemma Torrigiani nel cortile di Palazzo Bartolini Salimbeni

I Torrigiani sono un'antica famiglia patrizia di Firenze.

## Storia familiare
Originari di Lamporecchio dovevano essere fin dal medioevo proprietari di terreni, perché la loro primitiva attività a Firenze fu il commercio di vino. Una taverna dei Torrigiani si trovava in via dell'Ariento, presso San Lorenzo.
Ai primi del Trecento Ciardo Torrigiani si diede al commercio internazionale e aprì un banco che si rivelò un ottimo investimento, ingrandendosi rapidamente e aprendo filiali anche all'estero, tra i quali quello di Norimberga era il crocevia di pregiati prodotti dalla Russia, quali soprattutto pelli e pellicce pregiate. Così da vinai l'attività familiare divenne quella di vaiai cioè di pellicciai, che seguì le sorti dell'amministrazione fiorentina, talvolta penalizzati da leggi contro il lusso.
La famiglia collezionò cariche politiche nelle istituzioni della Repubblica (priori e gonfalonieri), e rimase tra le ricche famiglie fiorentine anche nel periodo del dominio mediceo e del successivo Granducato, senza essere troppo in prima fila politicamente, ma occupandosi dei propri affari familiari senza opporsi alla predominanza dei Medici.
Il primo dei palazzi Torrigiani fu acquistato nel 1520 da Luca Torrigiani dai Bartolini-Salimbeni nel 1520 e si trova in via Porta Rossa, il cosiddetto Palazzo Bartolini Torrigiani. In quell'epoca furono diversi i Torrigiani che furono senatori, cavalieri dell'Ordine di Malta e dell'Ordine di Santo Stefano.
La fortuna dei Torrigiani si può dire che crebbe lentamente ma costantemente, arrivando al picco nell'epoca lorenese, tra Sette e Ottocento.
Nel 1768 Giovan Vincenzo Torrigiani ottenne da Papa Clemente XIII il titolo di marchese del feudo di Decimo acquistato dal padre Carlo Raffaello. Giovan Vincenzo, sposato con Teresa Del Nero, ebbe tre figli maschi e già al secondo passaggio generazionale si ebbe la difficoltà di trovare eredi per la casata: il primogenito aveva avuto due figlie femmine, il secondogenito Luca, sposato a Settimia Capponi, nessun figlio e il terzogenito Ludovico Maria Torrigiani era diventato cardinale.
Fu proprio il cardinale a decidere il da farsi, lasciando nel suo testamento i beni familiari e il titolo al secondogenito di sua nipote, Teresa Maria Torrigiani sposata a Giovanbattista Guadagni, purché egli rinunciasse al cognome paterno prendendo quello della madre: e fu così che Pietro Guadagni divenne il ricchissimo marchese Pietro Torrigiani. Facevano parte delle sue proprietà terreni e fabbricati in tutta la Toscana, fattorie, sei ville (di Panna, di Galliano, di Castelfiorentino, di San Martino alla Palma, di Quinto Alto e di Camigliano) e tre palazzi a Firenze: oltre a quello in via di Porta Rossa, il Casino in via del Campuccio, acquistato nel 1532, e il Palazzo Torrigiani in via Romana. Ai primi dell'Ottocento passò nei beni familiari anche il Palazzo Del Nero, per eredità di Ottavia Guadagni Del Nero, sorella di Pietro e vedova del barone Cerbone Filippo del Nero.

D'azzurro alla torre merlata alla guelfa d'argento, sormontata ed accostata da tre stelle (8) d'oro (1,2). Si trovano varianti con le stelle a cinque punte.

Figlio di Pietro fu Luigi, che fu padre a sua volta di Pietro Torrigiani sindaco di Firenze durante l'epoca del Risanamento del centro cittadino.
Grazie al matrimonio di uno dei marchesi Torrigiani con Margherita Ruffo (1861-1954), la famiglia ha ereditato diversi altri titoli nobiliari tra cui quelli, tuttora portati, di principe di Sepino e duca di Santa Cristina (Santa Cristina d'Aspromonte), oggi da Raffaele (nato 1956), XII principe di Sepino e VI duca di Santa Cristina (mentre il titolo principesco di Scilla tornò ai Ruffo per rinuncia della stessa principessa Margherita Ruffo Torrigiani).
La discendenza del marchese Filippo Torrigiani e di Cristina Malaspina (erede dei marchesi di Fosdinovo, già sovrani di un piccolo Stato indipendente) porta il doppio cognome Torrigiani Malaspina ed è proprietaria del Castello Malaspina di Fosdinovo, il più importante della Lunigiana.